# Martha Boto
Martha Boto (Buenos Aires, 27 de diciembre de 1925 - París, 13 de octubre de 2004) fue una artista argentina y cofundadora del Grupo de Artistas no Figurativos de la Argentina. Pionera del arte cinético y programado.

## Vida
Proveniente de una familia de artistas, donde siempre la apoyaron en su vocación. Recibió su formación en la Escuela Nacional de Bellas Artes y en la Escuela Superior de Bellas Artes Ernésto de la Cárcova de Buenos Aires, en esta última en el año de 1944 tomó cursos de dibujo y pintura, y egresó en el año de 1950. En 1959 Martha Boto conoció en París al artista argentino Gregorio Vardanega quien se convertiría en su compañero sentimental. 
Durante la década de los 50 tuvo sus primeras inquietudes en relación con el espacio, que terminaron en creaciones de estructuras donde hizo uso de plexiglás con agua coloreada. En 1959 se muda a París y un año después interviene en la I Bienal de París donde despega su carrera como artista cinética, su trabajo estaba centrado en los conceptos de movimiento, luz y color.
Formó parte de la tradición del Construccionismo Sudamericano.  Fue conocida por sus "investigaciones lideradas sobre el principio de repetición en el mundo de la reflexión". Boto buscaba un arte capaz de despertar diferentes emociones, reacciones psicológicas de alegría y tensión, un arte que pueda convertirse en una medicina para el espíritu.

## Obras Representativas
- Estructura óptica, 1962, plexiglas, 90 x x45 x 45 cm.[8]
- Contracción y expansión de líneas, 1964, aparato en movimiento-luz.
- Vibraciones en permanencia, 1965, aparato eléctrico movimiento-luz, 90 x 90 x 60 cm.
- Intersecciones luminosas, 1965, aparato eléctrico movimiento-luz, 60x 60 x 45 cm
- Microlux (caja). 1965, aparato movimiento-luz, 65 x 65 x 30 cm. Colección MNBA, Buenos Aires.
- Plus Helicoidal (caja), c. 1967. Colección MNBA, Buenos Aires.
- Chromo- optique (caja múltiple), 1968. Colección Jozami.
- Déplacement optique C (caja múltiple, 19, 200), 1969. Colección Jozami.
- Mouvements chromocinétiques, 1971. Colección MNBA, Buenos Aires.[9]

Incorporó mecanismos eléctricos en sus piezas a partir de 1964. Plus helicoidal (1967),  Microlux (1967)  y Mouvements chromocinétiques (1971) son obras que pertenecen a una serie de cajas luminocinéticas de esta etapa.

## Exposiciones personales
- 1952 - Galería Van Riel, Buenos Aires, Argentina.
- 1953 - Galería Van Riel, Buenos Aires, Argentina.
- 1954 - Galería Krayd, Buenos Aires, Argentina.
- 1955 - Galería Krayd, Buenos Aires, Argentina.
- 1956 - Galería Galatea, Buenos Aires, Argentina.
- 1957 - Estímulo de Bellas Artes, Buenos Aires, Argentina.
- 1958 - Galería H, Buenos Aires, Argentina.
- 1961 - Galería Denise René. Art abstrait constructif international, París, Francia.
- 1964 - Maison des Beaux-Arts, C.R.O.U.S., París, Francia.
- 1969 - Galerie Denise René, París, Francia.
- 1976 - Centre d’Action Culturelle Les Gémeaux, París, Francia.
- 1993 - Espace Bateau Lavoir, París, Francia.
- 1996 - Galerie Argentine, París, Francia.
- 1997 - Saint-Lambert Post Office, París, Francia.
- 1998 - The Eye's Pop: Op Art, Albright-Knox Art Gallery, Buffalo, Estados Unidos.
- 2003 - Geometrías Heterodoxas, Museo de Arte Moderno de la Ciudad de Buenos Aires, Buenos Aires, Argentina.
- 2004 - Moving Parts: Forms of the Kinetic, Museum Tinguely, Basel, Switzerland; Kunsthaus, Gras, Austria.[11]
- 2006 - Contact Le cyber Cosmos de Boto et Vardanega, Sicardi Gallery

## Exposiciones colectivas
- 1962 - 30 Argentinos de la Nueva Generación, Galería Creuze, París.
- 1962 - Art latino américain à Paris: Martha Boto, Jorge Camacho, Simona Ertan, Joaquin Ferrer, Eduardo Jonquieres, Wifredo Lam, Roberto Matta, Jesús Rafael Soto, Hervé Télémaque..., Musée d'art moderne de la ville de Paris.
- 1963 - Galería Denise René, Düsserdorf.
- 1964 - Nuevas Tendencias, Museo de Artes Decorativas, París.
- 1964/65 - Movimiento II, Galería Denise René, París.
- 1964/65 - Albright-Knox Museum, Buffalo, Estados Unidos.
- 1964/65 - Luz-Movimiento y Óptica, Palacio de Bellas Artes, Bruselas.
- 1964/65 - Nuevas Tendencias III, Museo de Zagreb
- 1964/65 - Movimiento, Museo de Estocolmo, Suecia.
- 1964/65 - Kunsthalle, Museo de Berna, Suiza.[8]
- 2003 - Geometrias heterodoxas: Martha Boto, Eugenia Crenovich, Simona Ertan, Auguste Herbin, Virgilio Villalba..., Musée d'art moderne de Bucarest.
- 2004 - Movable Parts: Forms of the Kinetic, Kunsthaus, Graz, Austria.
- 2005 - Extreme Abstraction, Albright-Knox Art Gallery, Buffalo, Estados Unidos.
- 2006 - Contact le Cyber Cosmos de Boto y Verdanega, Sicardi Gallery, Houston Texas, Estados Unidos.
- 2007 - Lo[s] Cinético[s], Museo Nacional Centro de Arte Reina Sofía. Madrid, España.
- 2007 - Op Art, Schirn Kunsthalle Frankfurt, Fráncfort, Alemania.
- 2012 - Constructed Dialogues: Concrete, Geometric and Kinetic Art from the Latin American Art Collection, Museum of Fine Arts. Houston, Texas, Estados Unidos.
- 2015 - Un Tournant - A turning point: Antonio Asis, Martha Boto, Horacio García Rossi, Hugo De Marziani, Georgio Vardanega, Sicardi Gallery. Houston, Texas, Estados Unidos.[11]